# 7 novembre 1949
Le lundi 7 novembre 1949 est le 311e jour de l'année 1949.

## Naissances
- Ben Guillory, acteur américain
- David S. Ware (mort le 18 octobre 2012), saxophoniste de jazz américain
- Guillaume Faye, écrivain et journaliste français
- Jesús López Carril, coureur cycliste espagnol
- Nicolas Michel, avocat suisse
- Steven Stucky (mort le 14 février 2016), compositeur américain

## Décès
- Arnaud de Castelbajac (né en 1871), tireur sportif français
- Finis Fox (né le 8 octobre 1884), scénariste
- Philippe Swyncop (né le 16 juin 1878), peintre belge

## Événements
- Constitution du Costa Rica, qui devient le premier pays à abolir l'armée.
- Premier vol de l'hélicoptère Sikorsky S-55.